# Hayce Lemsi
Pour les articles homonymes, voir Belouizdad (homonymie).
Hayce Lemsi, de son vrai nom Islam Belouizdad, né le 16 décembre 1987 à Hassi Messaoud en Algérie, est un rappeur franco-algérien originaire de Paris. Il est également le grand frère du rappeur Volts Face. Il commence sa carrière en 2008 et délivre différents freestyles en radio et sur internet. Il sort son premier projet en 2012, puis une mixtape qui le révèle au grand public en 2013 avant de sortir son premier album en 2015.
Le 8 avril 2016, il sort une mixtape intitulé À des années lumières en collaboration avec son frère biologique Volts Face. Le 17 février 2017, est sorti le deuxième volet de sa mixtape Électron Libre, intitulé Électron Libre Volume 2. Le 8 décembre 2017, il sort sa nouvelle mixtape intitulée Eurêka. Hayce Lemsi fait également partie de la famille de Mohamed Belouizdad, qui est le premier responsable de l'Organisation Spéciale, branche militaire du PPA. Après l’indépendance, le quartier algérois de Belcourt où il est né porte maintenant son nom.[réf. nécessaire]

## Biographie

### Jeunesse
Hayce Lemsi est né à Hassi Messaoud, une ville de 40 000 habitants située dans le Sahara algérien. Sa date de naissance diverge selon les sources, la plupart déterminant le 16 décembre 1987. Sa famille s'installe à Paris dans le 17e arrondissement.

### Carrière
Grand fan d'Eminem, c'est celui-ci qui inspirera Hayce Lemsi à commencer une carrière dans le rap. Il commence sa carrière en 2008 et commence à se faire remarquer grâce à ses nombreux freestyles dès 2009. Le 25 juin 2012, il sort son premier projet, sous le label Nord Island, une mixtape intitulée Un petit pas pour Lemsi. Par la suite, il est invité sur le projet Mazter Chefs Musik Vol. 1 d'Alkpote via un featuring avec Zekwe sur le titre Pas facile. Le 4 novembre 2013, Hayce Lemsi publie un deuxième projet, toujours sous forme de mixtape, intitulé Électron libre avec les participations de Soprano et de Lacrim. L'album se hisse à la 10e position dans les classements français, et meilleure vente sur la plateforme iTunes de cette semaine.
Le 30 janvier 2015, il publie Pyramide comme premier extrait de son premier album studio, dont il dévoile le nom dans son medley 2015, L'or des rois. Sa date de sortie est prévue pour le 4 septembre 2015. Le 13 mai 2015, il publie Faya comme deuxième extrait de son album. Du lundi 31 août au 4 septembre 2015, lui est consacré une semaine spéciale Planète Rap sur la radio Skyrock pour la sortie prochaine de son album. Mais le 2 et 3 septembre, il est placé en garde à vue. L'album est lancé sous son propre label, crée quelque temps auparavant, Triangle d'or, où sont signés des groupes et artistes de son entourage comme XV Barbar et son frère Volts Face, par ailleurs à ses côtés sur le titre Walking Dead issu de l'album. Maître Gims est lui aussi invité sur l'album, lui qui a sorti son deuxième album une semaine auparavant,. En décembre 2015, il dévoile son remix du titre Boxe avec les mots d'Ärsenik.
Hayce Lemsi annonce son départ du major Universal, pour retourner exclusivement en indépendant sous son label Triangle d'or. En février 2016, il renomme son label Big Lemsi Records. Il annonce pour mars 2016 la sortie de l'album À des années lumières, reporté pour le 8 avril 2016, un album en collaboration avec son frère, le rappeur Volts Face.
À la fin 2016, Hayce Lemsi devient artiste du label Eleven's Music et la maison de disques Pias pour la préparation de son nouveau projet Électron libre 2 qui sortira quelques mois plus tard, le 17 février 2017. De nombreux featurings figurent dans cet album tels que Haristone, Jok'Air, Volts Face et la chanteuse Lise Auvolat. Il enchaîne les concerts après la sortie de son album mais se fait arrêter le 28 avril 2017, le jour d'un de ses concerts, à la sortie du TGV qu'il prenait car il ne s'est pas présenté à un entretien avec la juge d'application des peines qui se chargeait de son cas. Il est libéré le 22 octobre 2017. Le 26 novembre 2017, il sort le clip Dimanche Lokos, dans lequel il annonce la date de sortie de sa prochaine mixtape, Eurêka, qui sortira le 8 décembre, uniquement sur les plateformes digitales.

## Affaire judiciaire

### 2017: Incident dans un TGV
Le 29 avril 2017, Hayce Lemsi a été interpellé à Poitiers par la police après un incident dans un TGV sur la ligne Paris-Bordeaux il voyageait sans titre de transport puis lors du contrôle des billets, des amis du rappeur ont pris à partie le contrôleur, à la suite de cet incident Hayce Lemsi a été incarcéré à Vivonne pendant 6 mois,. Il a été libéré de prison le 22 octobre 2017.

## Polémique

### Altercation avec Cheu-B
En mai 2016, Hayce Lemsi est impliqué dans une altercation avec le rappeur Cheu-B lors d’un concert place de la République à Paris, organisé pour dénoncer le délit de faciès. Une bagarre entre les deux artistes a été rapportée, entraînant l'absence d'Hayce Lemsi à l’événement. L'incident, largement relayé sur les réseaux sociaux, a marqué une rupture temporaire dans leurs relations avant qu'ils ne se réconcilient par la suite, comme l'a confirmé Hayce Lemsi,.

## Style et influences
Son flow a un débit très rapide soumis à une maîtrise technique importante, ce qui lui a d'ailleurs valu ce surnom de « Kalash humaine ». Il explique d'ailleurs qu'Eminem est une de ses sources principales d'inspiration. Il s'impose avec ses textes où les thèmes reflètent la vie en France, dans les quartiers dits « sensibles ». Dans quelques textes, Hayce Lemsi évoque l'insomnie. Sur une des chansons proposées sur l'album Un petit pas pour Lemsi, il se présente sous la forme d'une personne insomniaque n'ayant pas dormi pendant six mois pour atteindre le sommet. Il est alors surnommé « L'insomniak ». La ville de Paris revient également souvent dans ses textes. Plus précisément, le 17e arrondissement où il a grandi, il parle notamment de ses amis, de la drogue et de la prison ou encore de sa relation avec les femmes ou le milieu de la nuit en proie à l'insomnie.

## Discographie

### Album
- 2021 : En attendant ELV3

- 2022 : Electron libre 3

### Singles
- 2013 : Electron Libre
- 2014 : Corner
- 2015 : Pyramide
- 2015 : Faya
- 2015 : Millionnaire
- 2015 : L'or des rois
- 2016 : Les pieds devant le D (feat Volts Face & Hooss)  : Or[20]
- 2016 : Boxe avec les mots (feat Volts Face)
- 2016 : Adal (feat. Volts Face)
- 2016 : Moula (feat. Volts Face)
- 2016 : Fayadem (feat. Volts Face)
- 2016 : Déception (feat. Volts Face)
- 2016 : Tic Tac
- 2016 : Haute shère
- 2016 : Curriculum
- 2016 : C'est terminé
- 2016 : Mercy
- 2017 : Week-end (feat. Jok'Air)
- 2017 : Havana   : Or[20]
- 2018 : La haute
- 2018 : La haute #2
- 2018 : La haute #3
- 2018 : Ghost
- 2019 : Jean Reno
- 2019 : Gennaro
- 2019 : Hasta la vista
- 2020 : Adal 2 (avec Volts Face)
- 2020 : Si si si (avec Volts Face, feat. Bosh)
- 2020 : Haycelloween
- 2021 : Boson de higgs
- 2021 : Yeah Hoe
- 2021 : Clout
- 2021 : Mafia Story (feat Kanoé)

### Apparitions
- 2010 : Bilel feat. Still Fresh, S.Pri Noir & Hayce Lemsi - J'suis pas français, j'suis parisien
- 2010 : Abis feat. Hayce Lemsi - Denonçons (sur la mixtape Quartier Hallam Vol. 2)
- 2012 : Lacrim feat. Hayce Lemsi - Dolce Vita (sur la mixtape Toujours le même)
- 2012 : Lacrim feat. Kalash L'Afro, Wanis, Le Rat Luciano, Niro, Still Fresh, Hayce Lemsi & Kamel LeNouvo - Wild Boy Remix (sur la mixtape Toujours le même)
- 2013 : Volts Face feat. Hayce Lemsi, Still Fresh & S.Pri Noir - Qui suis-je? (sur la mixtape en Lui-Même)
- 2013 : Hayce Lemsi - A la Fuck You (sur la compilation A la Fuck You)
- 2013 : Fababy feat. Sadek, La Fouine, Hayce Lemsi, Still Fresh, Sultan & S.Pri Noir - Envoie les billets sur l'album (sur l'album La Force Du Nombre)
- 2013 : Scrib'R feat. Dr. Bériz & Hayce Lemsi - Ca kick dur (sur la mixtape Entrée olympique)
- 2013 : Zékwé feat. Hayce Lemsi - Pas facile (sur la compilation Mazter Chefs Muzik, Vol.1)
- 2014 : Volts Face feat. Hayce Lemsi - La lumière du rap game (sur la mixtape  a Volts)
- 2014 : Zino feat. Hayce lemsi - De Paname à Massilia
- 2015 : Volts Face feat Hayce lemsi - Young bikow#2 (sur la mixtape Avant trafalgar)
- 2015 : DJ Kayz feat. Hayce Lemsi - Carre Vip (sur la compilation Paris-Oran-NewYork 2015)
- 2015 : TLF (Ikbal) feat. Soprano & Hayce Lemsi - Claque des dents (sur l'album No Limit)
- 2016 : Sofiane feat. Hayce Lemsi - Altesse (sur la bande originale de La Pièce)
- 2016 : PSO Thug feat Hayce Lemsi - Après ce ca$h (sur l'album Demoniak)
- 2017 : Mister V feat. Hayce Lemsi et Volts Face - Space Jam (sur l'album  Double V)  :  Or [20]
- 2017 : I2H feat Hayce Lemsi - Paris Mulhouse (sur l'album Echantillon)
- 2017 : Darrell feat Hayce Lemsi - Lambo
- 2017 : Mick Comte feat Hayce Lemsi - Coloré (sur l'album Mhsm)
- 2018 : Key Largo feat. Hayce Lemsi - French Culture
- 2018 : Volts Face feat Hayce Lemsi - Vécu (sur l'album Saitama)
- 2019 : Davodka feat. Hayce Lemsi - Tour de Contrôle (sur l'album À juste titre)
- 2019 : Hooss feat Hayce Lemsi - Regarde moi bien (sur l'album French Riviera Vol 3)
- 2019 : Jok'air feat Hayce Lemsi ,Ruskov , Juicy P - Sex Drug Beluga (sur l'album Jok'Travolta)
- 2020 : SDLT feat Hayce Lemsi - On flic
- 2020 : Krawk feat Hayce Lemsi et Blakbone - Facil (Remix)
- 2020 : Elams feat. TK & Hayce Lemsi - Mazel tov
- 2021 : Mister You feat. Hayce Lemsi - Dounia (sur l'album HLM 2)
- 2022 : Le Rat Luciano, Lino, Zkr, Sicario, Miaouss, Zikxo, Norsacce Berlusconi, ZeGuerre, Hayce Lemsi, Rousnam, Ryan, Perkiz, Nono, Blur & Larry - All Shtar (sur l'album Shtar Academy (Saison 2)
- 2022 : La F feat. Shelby, Slkrack, Zeu, Saamou Skuu, Malty 2BZ, Hayce Lemsi & KaNoé  - Dead (Remix)
- 2023 : JOON feat. Hayce Lemsi - La Calle
- 2024 : Mister You feat. Hayce Lemsi  & I2S  - K.O Direct

## Classements
| Date             | Album                   | Meilleure position | Meilleure position | Certification |
| Date             | Album                   | France             | Belgique           | Certification |
| ---------------- | ----------------------- | ------------------ | ------------------ | ------------- |
| 25 juin 2012     | Un petit pas pour Lemsi | —                  | —                  | —             |
| 4 novembre 2013  | Électron Libre          | 10                 | 47                 | —             |
| 4 septembre 2015 | L'or des rois           | 6                  | 14                 | —             |
| 8 avril 2016     | À des années lumières   | 25                 | 38                 | —             |
| 17 février 2017  | Électron libre 2        | 17                 | 12                 | : Or          |
| 8 décembre 2017  | Eurêka                  | 49                 | 66                 | —             |
| 7 décembre 2018  | La Haute                | 71                 | 108                | —             |
| 14 juin 2019     | Écorché vif             | 45                 | 98                 | —             |
| 16 octobre 2020  | À des années lumières 2 | 61                 | 151                | —             |
| 1 octobre 2021   | En attendant ELV3       | 34                 | —                  |               |
| 15 décembre 2022 | Electron libre 3        | —                  | —                  | —             |